# اسکوگسکیرکوگوردن
اسکوگسکیرکوگوردن (سوئدی: Skogskyrkogården؛ به معنای «گورستان جنگل») یک گورستان واقع‌شده در جنوب مرکز استکهلم، سوئد است. این گورستان در سال ۱۹۲۰ بازگشایی شد و در سال ۱۹۹۴ در فهرست میراث جهانی یونسکو ثبت شد. طراحی بنا توسط گونار آسپلوند و سیگورد لورنتس انجام شد و نشان‌دهندهٔ سیر تکاملی معماری از کلاسیک‌گرایی نوردیک به کارکردگرایی است.

## تاریخچه

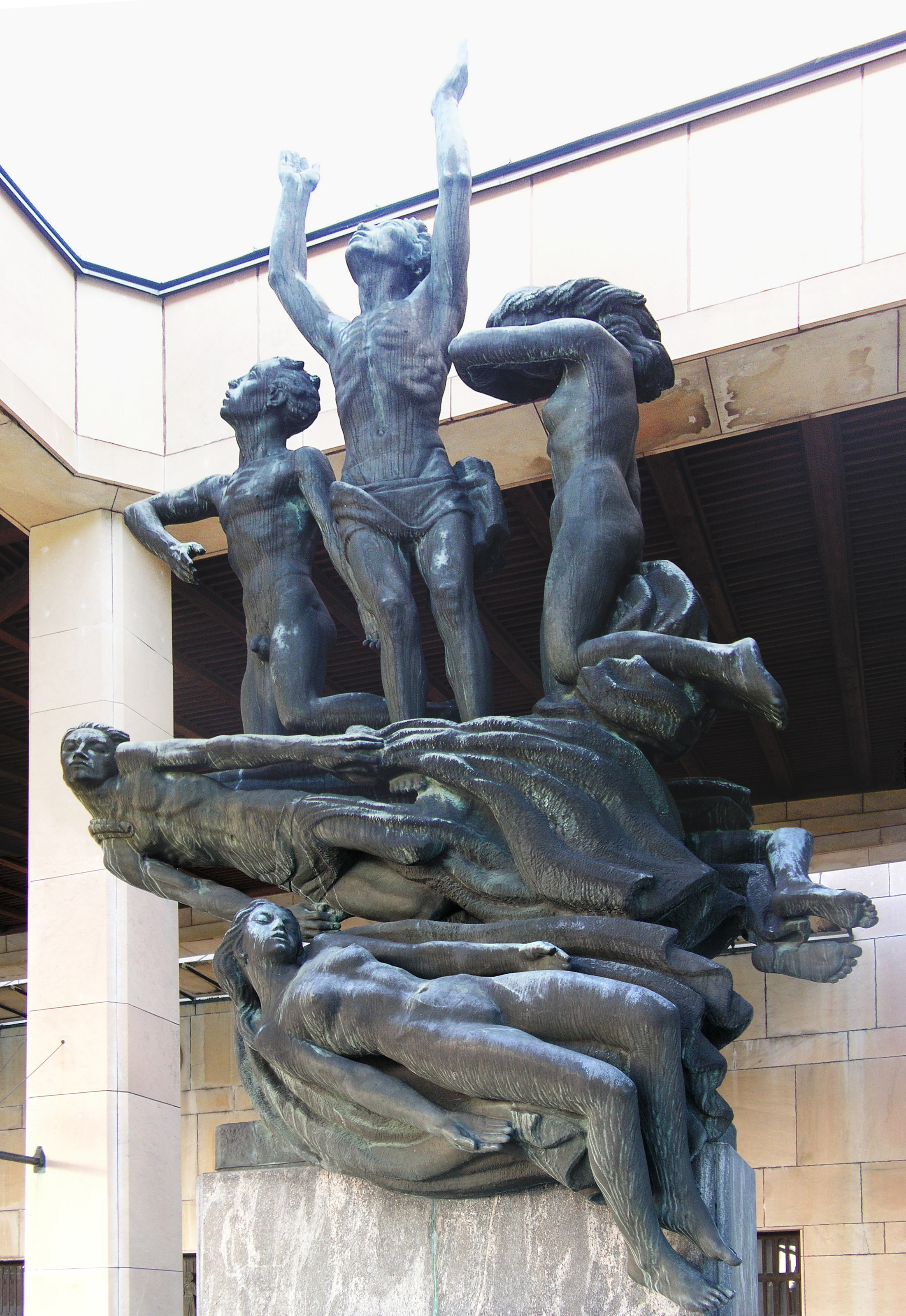
تندیس رستاخیز در صلیب مقدس

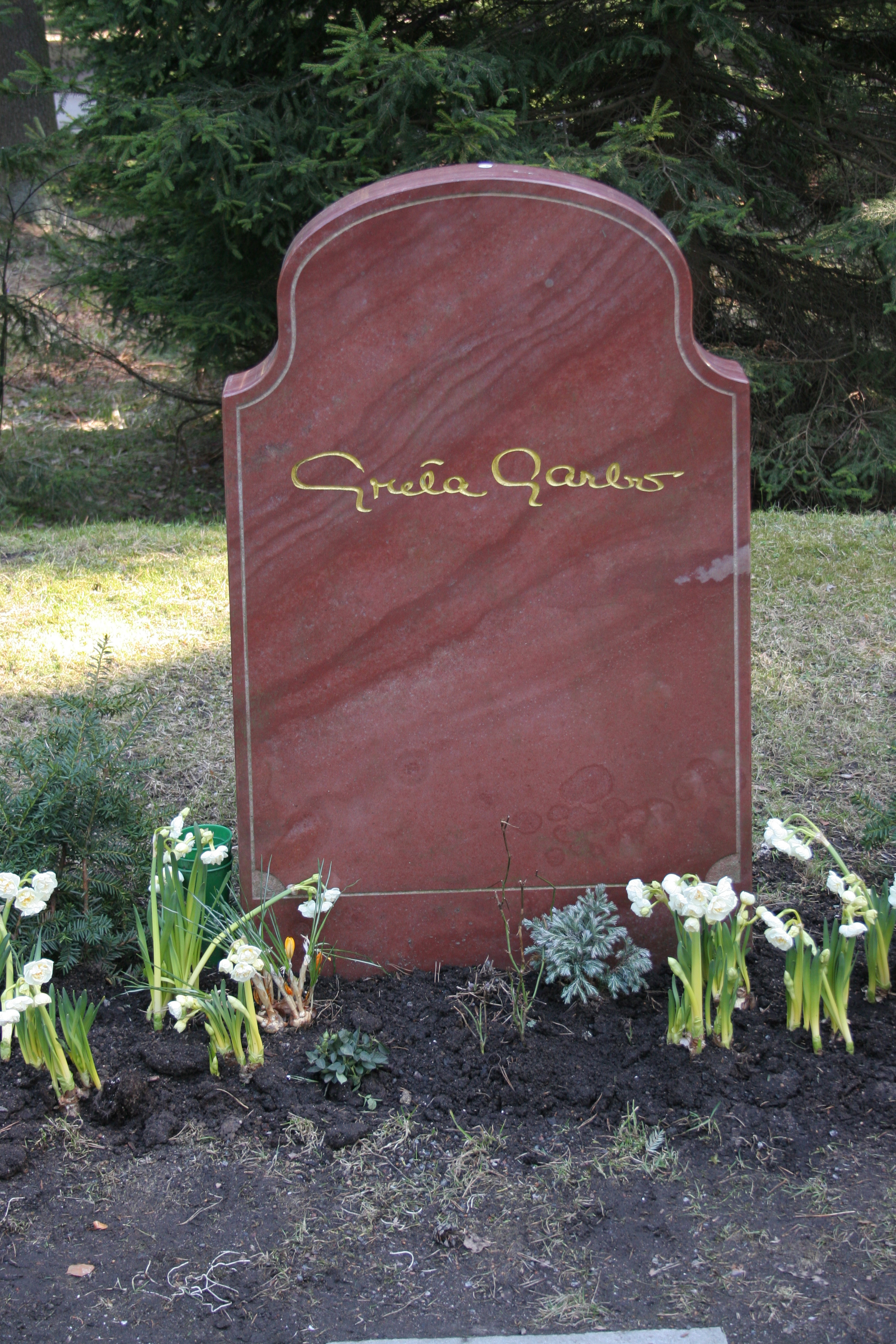
سنگ گور گرتا گاربو

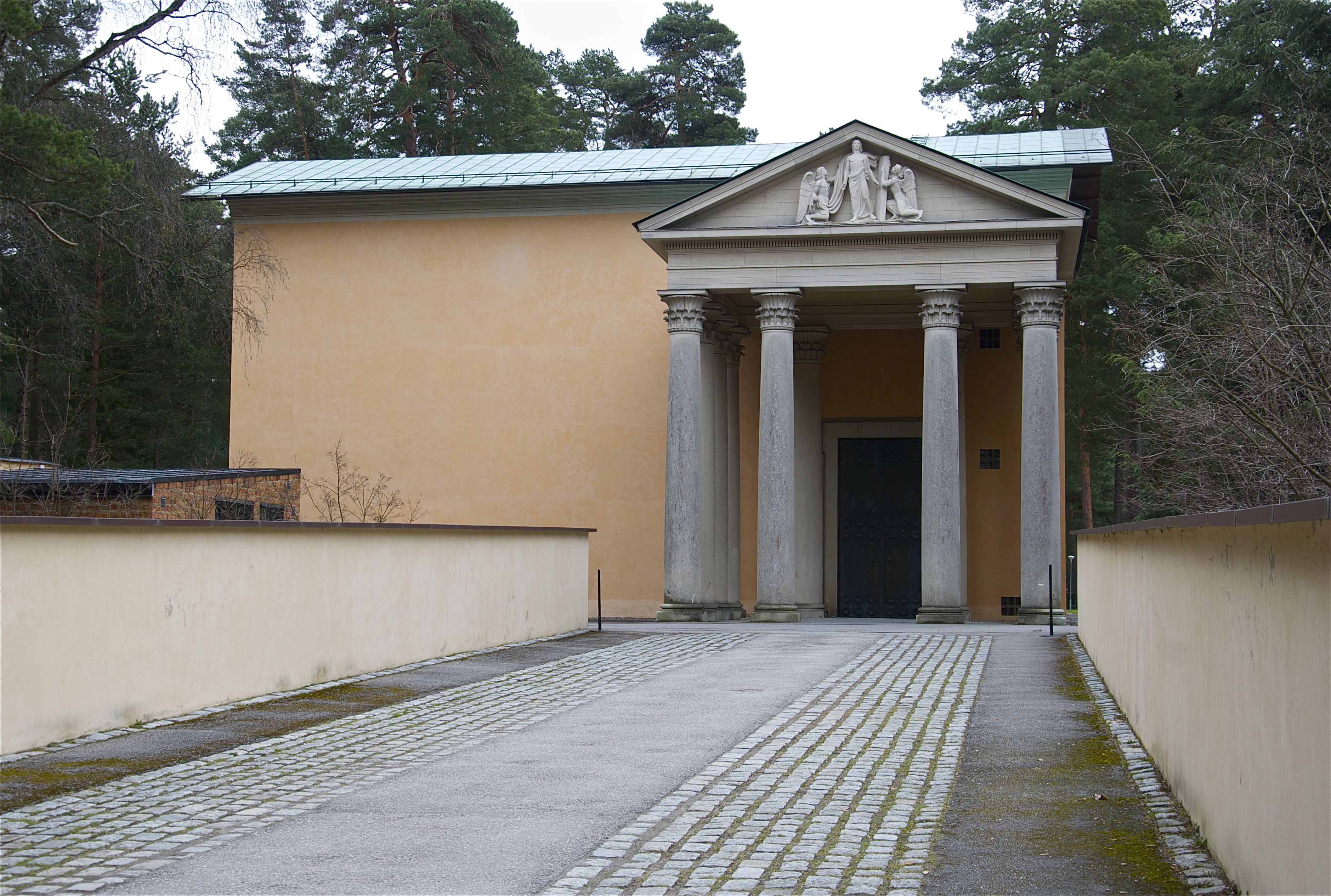
نیایشگاه رستاخیز، طراحی‌شده توسط سیگورد لورنتز

طرح اسکوکسکیرکوگوردن در سال ۱۹۱۵ در یک مسابقهٔ جهانی برای طراحی یک گورستان نو در انسکده در بخش جنوبی استکهلم، سوئد ایجاد شد. طرحی به نام «تالوم» که توسط معماران جوان، گونار آسپلوند و سیگورد لورنتز، طراحی شده بود، برگزیده شد. پس از تغییراتی بر طرح به پیشنهاد هیئت مسابقه، کار ساخت‌وساز در سال ۱۹۱۷ بر زمینی که پیش از آن معدن شن قدیمی پوشیده از درختان کاج بود آغاز شد و فاز نخست سه سال بعد تکمیل شد. به‌کارگیری معماران از چشم‌اندازهای طبیعی، محیطی شگفت‌انگیز با زیبایی آرامش‌بخش ایجاد کرد که تأثیر ژرفی بر طراحی گورستان‌ها در سراسر جهان گذاشت.